# Adam Brody

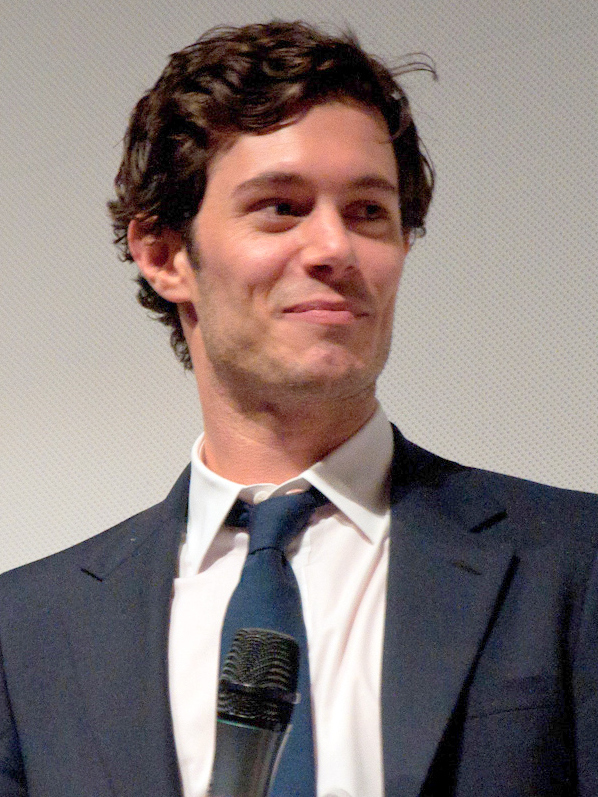
Adam Brody (September 2011)

Adam Jared Brody (* 15. Dezember 1979 in San Diego, Kalifornien) ist ein US-amerikanischer Schauspieler.

## Leben
Adam Jared Brody wurde als ältester Sohn einer jüdischen Familie im südkalifornischen San Diego geboren, wo er auch aufwuchs. Er ist der Sohn von Mark Brody, einem Rechtsanwalt, und Valerie Siefman, einer Grafikerin. Er hat zwei jüngere Brüder, die zweieiigen Zwillinge Sean und Matt. Brody machte 1998 seinen Abschluss an der Scripps Ranch High School in San Diego.
Nach dem Abschluss arbeitete er bei Blockbuster und fing an, sich für Filme und Schauspielerei zu interessieren. Er überzeugte seine Eltern, ihn in Los Angeles studieren zu lassen, und schrieb sich beim Mira Costa Community College in Oceanside ein.
Adam Brody war von 2004 bis 2006 mit seiner Serienkollegin Rachel Bilson aus O.C., California liiert. Seit Februar 2013 ist er mit Leighton Meester zusammen, bekannt durch ihre Rolle als Blair Waldorf in Gossip Girl. Seit Februar 2014 sind die beiden verheiratet. Im August 2015 kam ihre gemeinsame Tochter zur Welt. Im September 2020 kam, mit dem zweiten gemeinsamen Kind, ein Sohn zur Welt.

## Karriere
Brody benutzte das Studiengeld nicht für ein Studium, sondern engagierte einen Schauspiellehrer und fand schnell einen Manager. Nach einem Jahr bekam er erste kleine Filmrollen und war vor allem in Fernsehproduktionen zu sehen. Nach Auftritten in Gilmore Girls und der kanadischen Comedyserie American High – Hier steigt die Party! nahm er 2003 an einem Vorsprechen für die US-Serie O.C., California teil. Da er seinen Text jedoch nicht gelernt hatte, wurde er nicht genommen. Erst als die Rolle des Seth Cohen nach einiger Zeit immer noch nicht besetzt worden war, bekam Brody die Rolle.
Er spielte 2005 in der Actionkomödie Mr. and Mrs. Smith eine kleine Rolle. Eine Hauptrolle hatte Brody in dem 2007 erschienenen In the Land of Women an der Seite von Meg Ryan und Kristen Stewart.
Brody ist Schlagzeuger in der Band Big Japan.
Seit 2024 spielt er neben Kristen Bell die Hauptrolle in der Netflix-Serie Nobody Wants This.

## Filmografie (Auswahl)
- 1999: The Amanda Show
- 2000: Never Land
- 2000: Die Bradys – Wie alles begann (Growing Up Brady)
- 2000: The Silencing
- 2000: Undressed – Wer mit wem? (Undressed) (Fernsehserie, unbekannte Anzahl)
- 2001: Roadside Assistance
- 2001: American Pie 2
- 2001: Der Pechvogel (According to Spencer)
- 2001–2002: American High – Hier steigt die Party! (The Sausage Factory, Fernsehserie, 13 Episoden)
- 2002: Smallville (Fernsehserie, Episode 1x19)
- 2002: Ring
- 2002–2003: Gilmore Girls (Fernsehserie, 9 Episoden)
- 2003–2007: O.C., California (The O.C., Fernsehserie, 92 Episoden)
- 2003: Home Security
- 2003: Grind – Sex, Boards & Rock’n’Roll (Grind)
- 2003: Vermisst in der Fremde (Missing Brendan)
- 2005: Mr. & Mrs. Smith
- 2006: Thank You for Smoking
- 2006: In the Land of Women
- 2007: Smiley Face
- 2007: Das 10 Gebote Movie (The Ten)
- 2008: Death in Love
- 2009: Jennifer’s Body – Jungs nach ihrem Geschmack (Jennifer’s Body)
- 2010: Cop Out – Geladen und entsichert (Cop Out)
- 2010: The Romantics
- 2011: Scream 4
- 2011: The Oranges
- 2011: Algebra in Love (Damsels in Distress)
- 2012: Revenge for Jolly!
- 2012: Auf der Suche nach einem Freund fürs Ende der Welt (Seeking a Friend for the End of the World)
- 2013: House of Lies (Fernsehserie, 3 Episoden)
- 2013: Burning Love (Fernsehserie, 10 Episoden)
- 2013: Some Girl(s)
- 2013: Lovelace
- 2013: Dschungelcamp – Welcome to the Jungle (Welcome To The Jungle)
- 2013: Liebe im Gepäck (Baggage Claim)
- 2013–2014: The League (Fernsehserie, 4 Episoden)
- 2014: New Girl (Fernsehserie, Episode 3x15)
- 2014: Growing Up and Other Lies
- 2014: Denk wie ein Mann 2 (Think Like a Man Too)
- 2014: Life Partners
- 2016: Yoga Hosers
- 2016: StartUp (Fernsehserie)
- 2017: CHiPs
- 2019: Shazam!
- 2019: Ready or Not – Auf die Plätze, fertig, tot (Ready or Not)
- 2019: Jay and Silent Bob Reboot
- 2019–2020: Single Parents (Fernsehserie)
- 2020: Promising Young Woman
- 2020: The Kid Detective
- 2022: Fleishman Is in Trouble (Fernsehserie, 8 Episoden)
- 2023: Shazam! Fury of the Gods
- 2023: Amerikanische Fiktion (American Fiction)
- 2024: The Gutter
- 2024: Nobody Wants This (Fernsehserie)

## Auszeichnungen
- 2006: Teen Choice Award in der Kategorie TV Actor – Drama/Action Adventure
- 2005: Teen Choice Award in der Kategorie Best TV Actor – Drama 2005 und TV Chemistry 2005
- 2004: Teen Choice Award in der Kategorie TV Actor – Drama/Action Adventure